# Trigonella arabica
Trigonella arabica är en ärtväxtart som beskrevs av Alire Raffeneau Delile. Trigonella arabica ingår i släktet trigonellor, och familjen ärtväxter. Inga underarter finns listade i Catalogue of Life.